# البرنامج الفضائي الصيني
يُدار البرنامج الفضائي لجمهورية الصين الشعبية بواسطة إدارة الفضاء الوطنية الصينية (CNSA). ترجع الجذور التقنية لهذا البرنامج إلى أواخر خمسينيات القرن العشرين، عندما بدأت الصين برنامجًا للصواريخ الباليستية بعد التهديدات الأمريكية (والسوفيتية لاحقًا) التي شعرت بها. ومع ذلك، بدأ أول برنامج فضائي مأهول للصين بعد عدة عقود، عندما بلغ برنامج التطوير التقني ذروته في رحلة يانغ لي وي الناجحة عام 2003 على متن مركبة شينجو 5 الفضائية. جعل هذا الإنجاز الصين ثالث دولة ترسل البشر إلى الفضاء بشكل مستقل. وتتضمن الخطط حاليًا محطةً فضائيةً صينيةً في عام 2022، وبعثات استكشافيةً مأهولةً إلى القمر، بالإضافة إلى مهمات بين كوكبية لاستكشاف المجموعة الشمسية وما بعدها.
عبر المسؤولون عن طموحات على المدى البعيد لاستغلال الفضاء بين الأرض والقمر في التنمية الصناعية.
أعلن المسؤولون أن أول هبوط لمركبة فضاء صينية قابلة لإعادة الاستخدام كان في لوب نور يوم 6 نوفمبر 2020.

## أبرز برامج الرحلات الفضائية

### مشروع 714

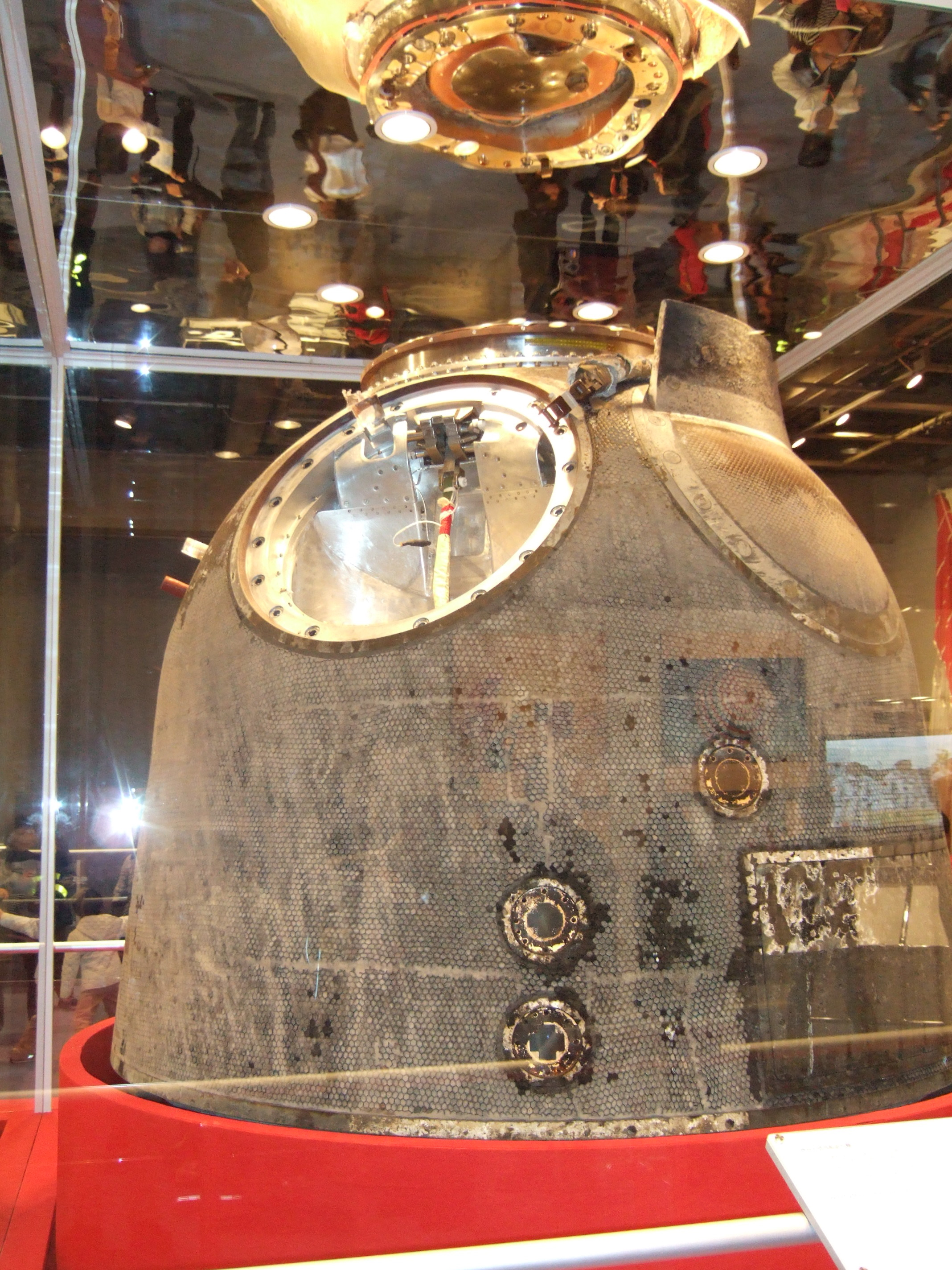
وحدة إعادة دخول الغلاف الجوي لمركبة شينجو 7.

بعد بلوغ سباق الفضاء ذروته بين القوتين العظميين بهبوط البشر على القمر، قرر ماو تسي تونغ وتشوان لاي في 14 يوليو 1967 أن جمهورية الصين الشعبية يجب ألا تكون في المؤخرة، وبالتالي بدأ البرنامج الفضائي المأهول الخاص بالصين. هدف المشروع 714، السري للغاية، إلى إطلاق شخصين إلى الفضاء بحلول عام 1973 باستخدام مركبة شو قوانغ الفضائية. اُختير 19 طيارًا من القوات الجوية لجيش التحرير الشعبي الصيني لتحقيق هذا الهدف في مارس 1971. صُممت مركبة شو قوانغ 1 الفضائية، التي خُطط إطلاقها على متن الصاروخ لونغ مارش 2 إيه (CZ-2A)، لتحمل رائدي فضاء. أُلغي البرنامج في النهاية يوم 13 مايو 1972 لأسباب اقتصادية، ومع ذلك، ربما كانت السياسية الداخلية للثورة الثقافية دافعًا لإغلاق البرنامج.
كان البرنامج المأهول الثاني ذو العمر القصير قائمًا على التطبيق الناجح لتقنية الهبوط بواسطة أقمار FSW الاصطناعية (كانت الصين ثالث دولة تطبق هذه التقنية بعد الاتحاد السوفيتي والولايات المتحدة). أُعلن عن البرنامج بضع مرات في عام 1978، ونُشرت بعض التفاصيل على نطاق واسع مع الصور، ولكن أُلغي البرنامج بعد ذلك بشكل مفاجئ عام 1980. رأى البعض أن البرنامج المأهول الثاني أُنشئ فقط لأغراض دعائية، ولم تخطط الصين أبدًا تنفيذ هذا البرنامج.

### مشروع 863
اقتُرح برنامج فضائي مأهول آخر بواسطة الأكاديمية الصينية للعلوم في مارس 1986، بعنوان خطة الملاحة الفضائية 2-863. تألف هذا البرنامج من مركبة فضائية مأهولة (مشروع 863-204) تُستخدم لنقل أطقم رواد الفضاء إلى محطة فضائية (مشروع 863-205). وفي سبتمبر نفس العام، قُدم رواد الفضاء المتدربون إلى وسائل الإعلام الصينية. كانت المركبات الفضائية المأهولة المُقترحة طائرات فضائيةً في الأغلب. تطور مشروع 863 في النهاية ليصبح مشروع 921 عام 1992.

### مشروع 921 (شينجو)

#### المركبة الفضائية
في عام 1992، مُنح التصريح والتمويل للمرحلة الأولى من مشروع 921، والذي كان يخطط لإطلاق مركبة فضائية مأهولة. تضمن برنامج شينجو أربع مهمات اختبارية غير مأهولة وبعثتين مأهولتين. كانت شينجو 1 المهمة الأولى، وأُطلقت يوم 20 نوفمبر 1999. ويوم 9 يناير 2001، أُطلقت شينجو 2 وعلى متنها حيوانات اختبار. أُطلقت شينجو 3 وشينجو 4 في عام 2002، وعلى متنهما دمى اختبارية. وبعدها، أُطلقت المهمة الناجحة شينجو 5، أول بعثة فضائية مأهولة للصين، في 15 أكتوبر 2003، وحملت المركبة يانغ لي وي إلى المدار لمدة 21 ساعةً، وجعلت هذه البعثة الصين ثالث دولة ترسل البشر إلى المدار. أُطلقت شينجو 6 على متن الصاروخ لونغ مارش 2 إف من مركز جيوغوان لإطلاق الأقمار الصناعية. يقدم المكتب الهندسي الصيني لبعثات الفضاء المأهولة دعمًا هندسيًا وإداريًا لبعثات شينجو المأهولة.

#### المختبر الفضائي

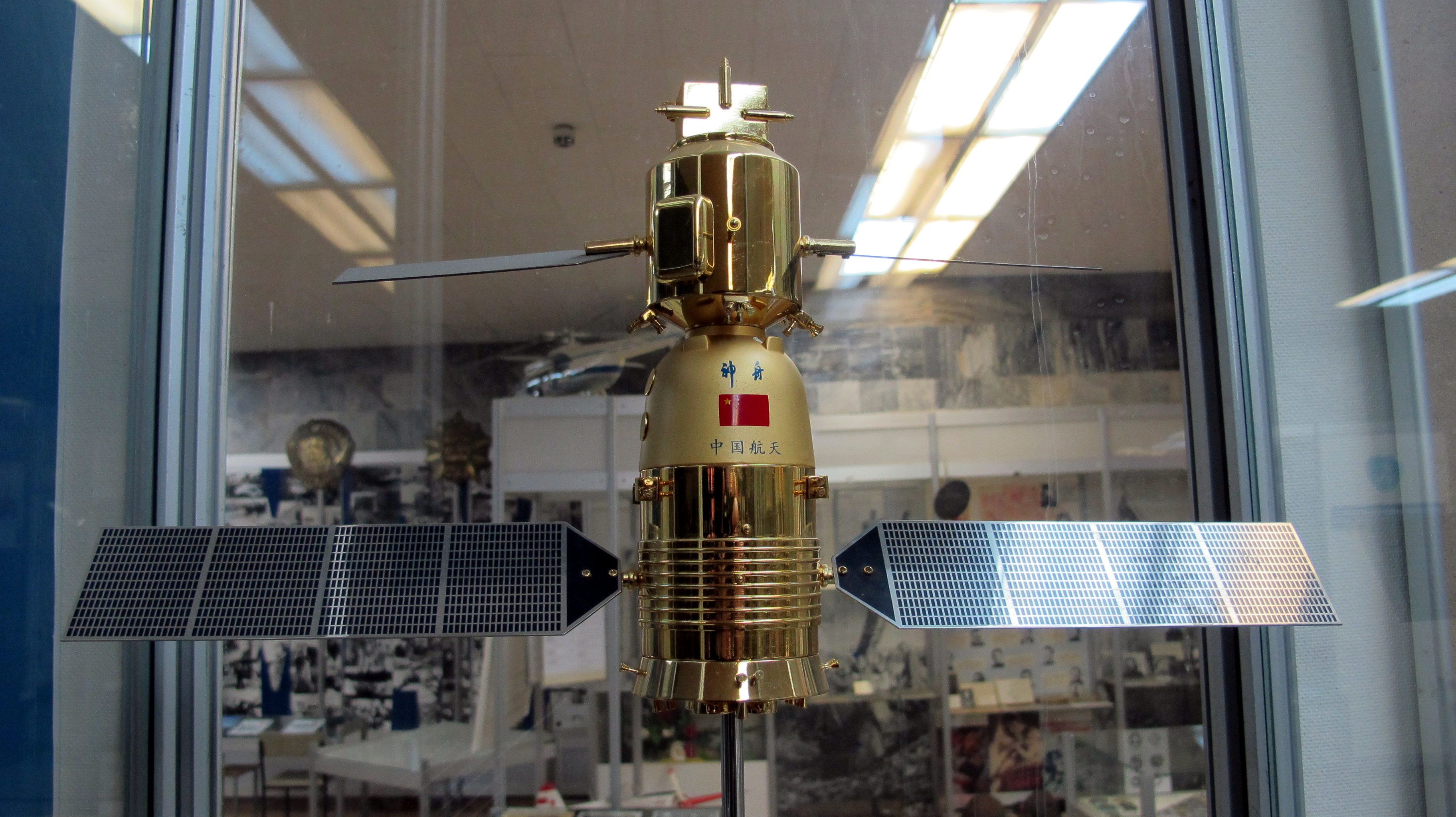
نموذج لمركبة شينجو الفضائية.

بدأت المرحلة الثانية من المشروع 921 ببعثة شينجو 7، وهي أول مهمة سير في الفضاء صينية. وبعدها، خُطط إطلاق بعثتين مأهولتين إلى أول مختبر فضائي صيني. صممت جمهورية الصين الشعبية في البداية مركبة شينجو الفضائية مع تقنيات التحام مستوردة من روسيا، وبالتالي كانت متوافقةً مع محطة الفضاء الدولية (ISS). وفي يوم 29 سبتمبر 2011، أطلقت الصين وحدة تيانقونغ 1. كانت وحدة الهدف تيانقونغ 1 أول خطوة في اختبار التقنية اللازمة لإنشاء محطة فضائية مخطط لها.
في يوم 31 أكتوبر 2011، أطلق الصاروخ لونغ مارش 2 إف مركبة شينجو 8 الفضائية غير المأهولة، والتي التحمت مرتين مع وحدة تيانقونغ 1. انطلقت بعثة شينجو 9 يوم 16 يونيو 2012 مع طاقم مكون من 3 أشخاص. والتحمت المركبة بنجاح مع مختبر تيانقونغ 1 يوم 18 يونيو 2012، في الساعة 06:07 حسب التوقيت العالمي المنسق UTC، لتكون أول عملية التحام مأهولة للصين. أُطلقت بعثة مأهولة أخرى، شينجو 10، يوم 11 يونيو 2013. وبعدها، خُطط خروج وحدة الهدف تيانقونغ 1 من المدار.
أُطلق مختبر فضائي آخر، تيانقونغ 2، يوم 15 سبتمبر 2016 في الساعة 22:04:09 (UTC+8). كانت كتلة الإطلاق 8600 كيلوغرام، بطول 10.4 متر وبعرض 3.35 متر، إذ كانت تشبه تيانقونغ 1 إلى حد كبير. أُطلقت شينجو 11 والتقت في المدار مع تيانقونغ 2 في أكتوبر 2016، ولم يؤكد إطلاق البعثة التالية، شينجو 12، في المستقبل. حملت تيانقونغ 2 معها كاشف بولار لانفجار أشعة غاما، ووسائل للتعمية الكمومية بين الأرض والفضاء، وتجربة اتصالات ليزرية لتستخدم بالاشتراك مع «قمر موزي الاصطناعي لعلوم الكم»، وتجربة الحمل الحراري الشعري في القنطرة السائلة، بالإضافة إلى تجربة لمواد الفضاء. تضمن المختبر أيضًا مقياس ارتفاع بالموجات الميكروية المجسمة، وتجربة لنمو النبات في الفضاء، وجهاز تصوير متعدد الزوايا واسع الأطياف، ومطياف تصوير طرفي متعدد الأطياف. وعلى متن تيانقونغ 2، سيكون هناك أيضًا ساعة نافورة ذرية باردة، وستكون هذه الساعة في الفضاء للمرة الأولى على مستوى العالم.

#### المحطة الفضائية
سيمثل إنشاء محطة فضائية أساسية ودائمة وضخمة المرحلة الثالثة والأخيرة من المشروع 921. ستكون المحطة ذات تصميم مُركب بكتلة نهائية تصل إلى 60 طنًا، على أن يكتمل تركيبها في وقت ما قبل عام 2022. سُمي أول قطاع من المحطة تيانقونغ 3، وخُطط إطلاقه بعد تيانقونغ 2، ولكن لم يُطلق في النهاية بعد دمج أهدافه مع تيانقونغ 2.
يمكن أيضًا أن تكون هذه المحطة بدايةً للتعاون الدولي الصيني في البعثات المأهولة، وكُشف عن وجود هذا المشروع بشكل رسمي لأول مرة بعد إطلاق شينجو 7.
أُطلقت أول وحدة من محطة الفضاء الصينية تيانقونغ، وحدة تيان خي الأساسية، يوم 29 أبريل 2021 من مركز وينشانغ لإطلاق المركبات الفضائية. خُطط اكتمال بناء المحطة الفضائية الصينية في عام 2022، وستعمل بشكل كامل بحلول عام 2023.